# Tuktoyaktuk
Tuktoyaktuk is een plaats in het noorden van de Canadese Northwest Territories. In 2006 had de plaats 870 inwoners. De stad is na Taloyoak de meest noordelijk gelegen stad op het Canadese vasteland.
Tuktoyaktuk ligt op 5 meter hoogte aan de Kugmallitbaai, die deel uitmaakt van de Beaufortzee, en is omgeven door een groot aantal kleine meren. Op 5 kilometer ten westen van de plaats ligt het Pingo National Landmark.
Sinds 15 november 2017 is Tuktoyaktuk aangesloten op het Canadese wegennet. Op die datum werd een weg geopend naar het op 143 kilometer gelegen Inuvik. Deze weg is het gehele jaar begaanbaar.